# Sommerfrucht
Als Sommerfrucht (auch Sommerung) werden Nutzpflanzen bezeichnet, die auf dem Feld im Frühling gesät oder gepflanzt und im Herbst desselben Jahres geerntet werden. Wegen der verbreiteten Frühlingstrockenheit müssen die Bestände oftmals beregnet werden. Sie kommen auch in Betracht, wenn die – im Erfolgsfalle – ertragreicheren Winterfruchtbestände durch Auswinterung untergegangen sind.
Beispiele von Sommerfrüchten sind:
- Sommergetreide, wie Sommerweizen, Sommergerste, Sommerroggen, Hafer und Mais,
- Hackfrüchte, wie Kartoffeln, Zuckerrüben, Futterrüben, Sommerraps und Tabak,
- Sommergemüse, wie Aubergine, Flaschenkürbis, Gartenkürbis, Gurken, Möhren, Zwiebeln, Kohl-Sorten und Wasserspinat,
- Arzneipflanzen, wie Echtes Johanniskraut.